# Municipio de Lammers
El municipio de Lammers (en inglés: Lammers Township) es un municipio ubicado en el condado de Beltrami en el estado estadounidense de Minnesota. En el año 2010 tenía una población de 592 habitantes y una densidad poblacional de 6,5 personas por km².

## Geografía
El municipio de Lammers se encuentra ubicado en las coordenadas 47°33′1″N 95°6′45″O / 47.55028, -95.11250. Según la Oficina del Censo de los Estados Unidos, el municipio tiene una superficie total de 91.03 km², de la cual 90,33 km² corresponden a tierra firme y (0,77 %) 0,7 km² es agua.

## Demografía
Según el censo de 2010, había 592 personas residiendo en el municipio de Lammers. La densidad de población era de 6,5 hab./km². De los 592 habitantes, el municipio de Lammers estaba compuesto por el 93,92 % blancos, el 1,52 % eran amerindios, el 0,34 % eran de otras razas y el 4,22 % eran de una mezcla de razas. Del total de la población el 1,86 % eran hispanos o latinos de cualquier raza.